# لولب هرموني
اللولب الهرموني اللولب مع بروجستيرون، يباع تحت الاسم التجاري ميرينا، هو أداة توضع داخل الرحم ليتم تحرير الهرومون المُصنع ليفونورغيستيرل. ويتم استخدامه لتحديد النسل، تنظيم الدورة الشهرية الغزيرة، وليمنع البناء المفرط لبطانة الرحم بين النساء اللواتي يتناولن العلاج البديل للاستروجين. هو واحد من أكثر وسائل تنظيم النسل فعالية مع احتمالية فشل في سنة واحدة مقدارها 0.2 %. الجهاز يوضع داخل الرحم ويدوم لمدة تتراوح من 3 إلى 5 سنوات. وبعد إزالته تعود الخصوبة إلى طبيعتها.

## بداية المنتج والتاثيرات الجانبية للإستخدام
تشمل عدم انتظام الدورة الشهرية، أكياس حميدة على المبيض، آلام في الحوض واكتئاب. نادرًا قد يحدث ثقب بالرحم . لا ينصح باستخدامه خلال الحمل ولكنه آمن خلال الرضاعة. اللولب مع البروجيستيرون هو نوع من وسائل تنظيم النسل ذات المدى الطويل والقابلة للانعكاس. يعمل من خلال جعل المخاط من البداية وحتى عنق الرحم سميك، ويوقف عملية بناء بطانة الرحم وبالتالي يمنع الإباضة.
أثبت للاستخدام الطبي في عام 1990 في فنلندا، والولايات المتحدة عام 2000. وهو موضوع على قائمة منظمة الصحة العالمية للأدوية الأساسية، وهو الدواء الأكثر فعالية وأمانًا يتم استخدامه في القطاع الصحي. بلغت تكلفة هذا الدواء في الدول المتقدمة تقريبًا 122.46 دولار أمريكي، وفي المملكة المتحدة تقريبًا 88 باوند. في الولايات المتحدة يكلف تقريبًا 844 دولار أمريكي. أكثر من 120 دولة حصلت على ترخيص لهذا الدواء وهو يستخدم من قبل أكثر من 10 ملايين امرأة.

## الاستخدمات الطبية
بالإضافة إلى تنظيم النسل، اللولب الهرموني يستخدم للوقاية وعلاج:
- الدورة الشهرية الغزيرة.
- الانتباذ البطاني الرحمي وآلام الحوض المزمنة.
- عضال غدي وعسر الطمث.
- فقر الدم.
- في بعض الحالات، استخدام اللولب الهرموني يمكن أن يمنع الحاجة إلى إستئصال الرحم.

### المميزات
- يعتبر من أكثر وسائل تنظيم النسل القابلة للانعكاس فعالية.
- يمكن إستخدامه خلال الرضاعة.
- لا يوجد تحضيرات قبل عملية الجماع، لكن ينصح بتفحص وتر الجهاز من قبل المريضة والطبيب كي نضمن بقاء الجهاز في مكانه السليم.
- 90% من المستخدمات اللواتي ترغبن بالحمل يتمكنن من ذلك بعد إزالته ب 24 شهر.
- بعض النساء قد يواجهن دورات أخف (وبعضهن قد تتوقف عندهن الدورات تمامًا).
- فعال لمدة 3 - 5 (بالاعتماد على اللولب).

### السلبيات
- دورات غير منتظمة وتبقع بين الدورات يحدث غالبًا بعد وضع الجهاز.
- انزعاج بسيط إلى متوسط قد تواجهه المريضة أثناء وضع الجهاز يتضمن تشنجات وآلام الظهر.

### الفعالية
بعد الوضع، جهاز ميرينا يباع رسميًا على أنه فعال حتى 5 سنوات، بالرغم من أن عدة دراسات أثبتت أنه فعال حتى 7 سنوات. هو مرخص للاستخدام حتى 7 سنوات في أوروبا. سكايلا فعال حتى 3 سنوات.
اللولب الهرموني هو مانع حمل قابل للانعكاس طويل الأمد، ويعتبر من أكثر وسائل الحمل فعالية. احتمالية الفشل في السنة الأولى 0.2 % و في 5 سنوات 0.7 %. هذه النسب مقارنة بالتعقيم البوقي، لكن بعكس التعقيم البوقي تأثير اللولب الهرموني قابل للانعكاس.
اللولب الهرموني يعتبر أكثر فعالية مقارنة بوسائل تمظيم النسل القابلة للانعكاس الأخرى، مثل حبوب منع الحمل، لأنه يتطلب تدخل بسيط من قبل المستخدمة بعد وضع الجهاز. فعالية الأنواع الأخرى من وسائل تنظيم النسل قد قلت من قبل المستخدمات أنفسهن. إذا كان جدول تناول الدواء لمنع الحمل غير متبع بدقة فستصبح فعالية الدواء أقل. اللولب لا يتطلب جدول يومي ولا أسبوعي ولا شهري، لذلك احتمالية فشلها في الاستخدام النموذجي مثل احتمالية فشلها في الاستخدام المثالي.
في النساء ذوات الرحم ثنائي القرن وفي حالة الحاجة لمنع الحمل، لولبان عادةً يوضعان (واحد في كل قرن) بسبب نقص الدليل على فعالية جهاز واحد.الدليل مفقود تبعًا لإستخدام لولب البروجيستيرون في حالة غزارة الطمث عند النساء ذوات الرحم ثنائي القرن ولكن تقرير عن حالة أثبت فعالية استخدام لولب واحد.

### الرضاعة
موانع الحمل التي تحتوي فقط على بروجيستيرون مثل اللولب لا تؤثر على حليب الأم أو نمو الرضيع. لكن، هناك دراسة على استخدام الميرينا للحصول على ترخيص مؤسسة الغذاء والدواء ;وجدت استمرار أقل على الرضاعة لمدة 75 يوم لدى مستخدمات اللولب الهرموني (44%) مقابل مستخدمات اللولب النحاسي (79%).
أثناء استخدام ميرينا، تقريبًا 0.1 % من جرعة ال ليفونورجستيرل التي تتناولها الأم يمكن أن تنتق عبر حليبها إلى طفلها الرضيع. دراسة مدتها 6 سنوات تم تطبيقها على الأطفال الذين يرضعون من أمهاتهم اللواتي يستخدمن ليفونورجستيرل فقط لتنظيم النسل وجدت زيادة احتمالية إصابة هؤلاء الرضع بالعدوى التنفسية وعدوى العين، واحتمالية أقل للإصابة بحالات عصبية، بالمقارنة بالرضع الذين تستخدم أمهاتهم اللولب النحاسي. ولا يوجد دراسة على مدى طويل تم تطبيقها حتى يتم تقييم التأثير طويل الأمد على الرضع الذين يحتوي حليب أمهاتهم على ليفونورجستيرل.
هناك توصيات متعارضة حول استخدام ميرينا خلال الرضاعة.مؤسسة الغذاء والدواء في الولايات المتحدة، لا توصي بأي طريقة هرمونية، ومن ضمنها ميرينا، ك خيار أول لمنع الحمل في الأمهات المرضعات. منظمة الصحة العالمية لا توصي بوضع اللولب بعد الولادة مباشرةً بسبب زيادة معدلات خروج اللولب بعد الوضع.وقد تقررت مخاوف حول تأثيرات محتملة على كبد الرضيع وتطور الدماغ في الأسابيع الستة الأولى بعد الولادة. لكن، ينصح بتقديم ميرينا ك خيار لمنع الحمل بدايةً من 6 أسابيع بعد الولادة حتى للنساء المرضعات. الأبوية المخطط لها تقدم ميرينا ك خيار مانع حمل للنساء المرضعات منذ بداية الأسبوع الرابع بعد الولادة.

## موانع الاستخدام
اللولب الهرموني لا يجب إستخدامه من قبل النساء اللواتي:
- حوامل أو يعتقدن أنهن حوامل.
- لديهن نزيف مهبلي غير طبيعي لا تفسير له.
- لديهن سرطان في عنق الرحم أو الرحم لم يتم علاجه.
- لديهن أو يحتمل أن لديهن سرطان ثدي.
- لديهن اضطرابات في عنق الرحم أو الرحم.
- كان لديهن مرض التهاب الحوض خلال ال 3 شهور الماضية.
- كان لديهن مرض منقول جنسيًا مثل الكلاميديا أو الغونوريا خلال ال 3 شهور الماضية.
- لديهن مرض بالكبد أو ورم.
- لديهن حساسية تجاه ال ليفونورجيستيرل أو أي من المواد الغير فعالة الموجودة في الجهاز.

إدخال اللولب لا ينصح به للنساء اللواتي كان لديهن توسيع وتفريغ في الرحم (حدوث إجهاض خلال الفصل الثاني من الحمل) خلال ال 4 أسابيع الماضية. لتقليل احتمالية حدوث عدوى، إدخال اللولب لا ينصح به للنساء اللواتي عانين من إجهاض دوائي لكن لم يقمن بإجراء صورة تلفزيونية بالأشعة فوق الصوتية لتأكيد أن الإجهاض قد تم، أو أنهن لم تحصل لهن أول دورة طمث بعد الإجهاض الدوائي.
قائمة كاملة بموانع الاستخدام يمكن أن تجدها في شروط القبول الطبي لإستخدام موانع الحمل التابع لمنظمة الصحة العالمية، وأيضًا في شروط القبول الطبي لإستخدام موانع الحمل التابع لمراكز مكافحة الأمراض وإتقائها في والولايات المتحدة.

## التأثيرات الجانبية
- دورة غير منتظمة: النزيف الغير منتظم والتبقع شائعان خلال أول 3 إلى 6 أشهر من الاستخدام. بعد ذلك الوقت تصبح الدورات أقصر وأخف، و 20% من النساء تتوقف لديهن الدورات بعد سنة من الاستخدام. متوسط عدد المستخدمات أقر بحدوث 16 يوم نزيف أو تبقع خلال الشهر الأول من الاستخدام، ولكن هذا قل لحوالي 4 أيام خلال 12 شهر.
- تشنجات وألم: عدد كبير من النساء يشعرن بانزعاج أو ألم خلال ومباشرة بعد الإدخال. بعض النساء يمكن أن يعانين من التشنجات لغاية الأسبوع الأول أو الثاني بعد الوضع.
- طرد: في بعض الأحيان اللولب يمكن أن ينزلق من الرحم. هذا يسمى الطرد. حوالي 5% من مستخدمات اللولب واجهن الطرد. و إذا حصل هذا فتكون المرأة غير محمية من الحمل. والطرد شائع أكثر لدى النساء الشابات، النساء اللواتي لم تنجبن، وعندما يوضع اللولب مباشرة بعد الولادة أو الإجهاض.
- انثقاب: نادر جدًا، اللولب قد يدفع من خلال جدار الرحم خلال الوضع. خطر الانثقاب غالبًا يحدد بناءً على مهارة الممارس الذي يضع اللولب. بالنسبة للممارسين ذوي الخبرة الطبية، خطر الانثقاب هو 1 لكل 1000 وضع أو أقل. خلال الوضع بعد الولادة، انثقاب الرحم عادةً يحدث عندما يكون أوب الرحم غير مكتمل، الأوب عادةً يكتمل خلال 4 - 6 أسابيع بعد الولادة. اعتبارات خاصة يجب أن تطبق للنساء اللواتي يخططن للرضاعة.إذا حدث الانثقاب يمكن أن يسبب ضررًا للأعضاء الداخلية، وفي بعض الحالات يجب أن يتم إزالة اللولب بالجراحة.
- مضاعفات الحمل: بالرغم من أن احتمال الحمل مع اللولب هو صغير جدًا، إذا حصل هناك خطر كبير لحدوث مشاكل خطيرة. وهذه تتضمن حمل منتبذ، عدوى، إجهاض، طلق مبكر، وولادة.و نصف حالات الحمل التي حدثت مع استخدام ميرينا كانت حمل منتبذ. نسبة حدوث الحمل المنتبذ تقريبًا  1 لكل 1000 مستخدم في السنة. ينصح بإزالة اللولب مباشرة في حالة حدوث حمل. لا يوجد أي شكل للعيوب الخُلقية وجد في ال 35 طفل الذين ولدوا خلال وقت الحصول على ترخيص مؤسسة الغذاء والدواء.
- العدوى: وضع اللولب له خطر صغير للإصابة بالاتهاب الحوضي. عدوى الغونوريا أو الكلاميديا التي قد تصاحب إدخال اللولب تزيد خطر الإصابة بمرض الاتهاب الحوضي. إذا حدث الاتهاب الحوضي، هو على الأغلب يحدث خلال 21 يوم من وضع اللولب. الجهاز نفسه لا يزيد احتمال الإصابة بالعدوى.
- أكياس المبيض: الجريبات المتضخمة (أكياس المبيض) قد شخصت في حوالي 12 % من الأشخاص الذين يستخدمون اللولب الهرموني. معظم هذه الجريبات بدون أعراض، ولكن بعضها قد يصاحب بألم في الحوض أو عسر الجماع. في معظم الحالات الجريبات المتضخمة تختفي تلقائيًا خلال شهرين إلى 3 أشهر. التدخل الجراحي لا يُتطلب عادةً.
- تغيرات في الصحة العقلية تتضمن: عصبية، مزاج مكتئب، تقلبات المزاج.
- زيادة وزن.
- صداع، شقيقة.
- غثيان.
- عُد (حب الشباب).
- زيادة نمو الشعر.
- ألم أسفل البطن أو ألم في الظهر.
- انخفاض الرغبة الجنسية.
- حكة، إحمرار، أو انتفاخ المهبل.
- إفرازات في المهبل.
- ألم في الثدي، ليونة.
- إستسقاء.
- انتفاخ في البطن.
- التهاب عنق الرحم.
- قد يؤثر على تحمل الغلوكوز.
- قد تواجه تغير في الرؤية أو تحمل العدسات اللاصقة.
- قد ينقص فيتامين ب 1 الذي يؤثر على الطاقة، المزاج، ووظائف الجهاز العصبي.
- «فقدان اللفلفة» يحدث عندما لا يمكن أن يتم تحسس الخيط من قبل المرأة خلال الفحص الروتيني ولا يمكن رؤيته بفحص المنظار.أنواع مختلفة من أجهزة جمع الخيوط أو ملاقط بسيطة يمكن إستخدامها لمحاولة قبض الأداة خلال عنق الرحم. في الحالات النادرة عندما لا ينجح هذا، قد يتم عمل صورة بالموجات فوق الصوتية لتأكيد موقع اللفيفة وإستبعاد انثقابها عبر جوف البطن أو طرده السابق الغير متعارف عليه.